# خوسيه خواكين فيرير
خوسيه خواكين فيرير (بالإسبانية: José Joaquín Ferrer y Cafranga)‏ (و. 1763 – 1818 م) هو عالم فلك من إسبانيا . ولد في باساخيس .
توفي في بلباو، عن عمر يناهز 55 عاماً.